# Edificio C. H. Pearne
L'Edificio C. H. Pearne (in inglese: C. H. Pearne Building) è uno storico edificio commerciale di Città del Capo in Sudafrica.

## Storia
L'edificio venne eretto nel 1903 secondo il progetto degli architetti D. MacGilliveray e W. H. Grant.

## Descrizione
L'edificio, situato al 25 di Adderley Street nel centro di Città del Capo, presenta uno stile tipicamente vittoriano. La struttura si presenta oggi inglobata, assieme ai vicini edifici, in un unico e moderno complesso misto residenziale e commerciale, il The Adderley.